# 喉歌

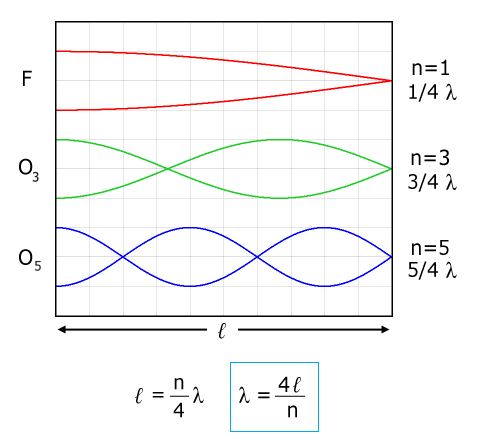
最高音部 (O3)および第2の(O5)上音の物理学的表現。Fは基本周波数。

喉歌（のどうた、英語: Throat-singing）は、喉を詰めた発声から生じるフォルマントを利用した、笛のような音などを特徴とする声を用いた特殊な歌唱法。
器楽的特徴をもつ歌唱法で基音と倍音を同時発声する倍音唱法の一種である。 極東地方に広く伝承されており、アルタイ山脈周辺の民族のカイ、モンゴル国のホーミー、トゥヴァ共和国のフーメイ（ホーメイ）などがよく知られている。イヌイット、アイヌ、チュクチ人など北太平洋沿岸の諸民族の「喉遊び」（Throat-playing）も喉歌と呼ばれることがある。

## 発声の仕組み
喉歌の発声は、独特の喉頭調節による喉を詰めた声による喉頭音源の生成、舌や口唇の形状を調音運動によって調節し声道の共鳴周波数を制御することによって実現される。喉頭調節としては、喉を詰めることにより仮声帯が内転し、声帯に加えて仮声帯が振動する声帯-仮声帯発声によって独特のダミ声が実現されていることが知られている。また調音は、舌や口唇の形状を変化させ、鋭い第2フォルマントの共鳴を作り、第2フォルマントの周波数を動かすことにより笛のような音によるメロディーを作り出す。
喉歌の発声法は、仏教の声明、日本の浪曲、市場の競り声と類似しているといわれている。

## アルタイ山脈
伝統的には、喉歌はアルタイ山脈周辺のオイラト系モンゴル人とテュルク系の諸民族の間に伝わる特殊な歌唱法である。それらの民族とは、オイラト諸族（モンゴル国西部（オブス県・バヤン・ウルギー県・ホブド県、中国新疆ウイグル自治区北西部に住むアルタイ・オリアンハイ人、バイト人など）、ロシア連邦内のテュルク系の諸族であるトゥバ共和国のトゥバ人、ハカス共和国のハカス人、アルタイ共和国のアルタイ人、ケメロヴォ州のショル人の間に広く伝わっている。この地域では、喉をグッと絞り込み、詰めた声で歌う叙事詩や賛歌が発達しており、喉歌はその叙事詩を装飾する目的で発達してきた。そういった経緯から「笛のような音」は必ずしも顕著でないことがある。またロシア連邦・カルムイク共和国、ウズベキスタン共和国、トルクメニスタンなどにも喉を詰めた声で歌う英雄叙事詩が存在しており、関連性が考えられる。
喉歌の確実な記述は、ペーター・ジーモン・パラスによる18世紀中旬のものがおそらく最古である。20世紀に入ってからの共産主義政権による音楽政策の中で、民間芸能から舞台芸術として喉歌は大きな変化をこうむった。顕著な例としてソロ・パフォーマンスが主体であったものから、舞台化されるようになって以降の1980年代あたりから演者のグループ化が進んだ。
各語における表記
- モンゴル語：Khöömii、Xöömii (ホーミー、フーミー)
- トゥバ語：Khöömei、Xöömei (フーメイ、ホーメイ)
- アルタイ語：Kai (カイ)
- ハカス語：Khai、Xai (ハイ)
- ショル語：Kai (カイ)

### ホーミー
ホーミー（モンゴル語：Хөөмий (Khöömii)、ᠬᠥᠭᠡᠮᠡᠢ、フーミーともいう）は、アルタイ山脈周辺民族の間に伝わる喉歌と呼ばれる歌唱法のうち、西部オイラト諸族（モンゴル国西部と中国新疆ウイグル自治区北部に居住）に伝わるものの呼称。一般に、緊張した喉から発せられる笛のような声のことを指す。語源はモンゴル語で「咽頭、動物の腹部の毛皮」をあらわす。いくつかのスタイルに分けられるが、人によって分類が異なり、統一見解はまだない。

#### 発声方法
典型的なモンゴルのホーミーの発声は、まず喉を緊張させた音を安定に大きく発声するところから始まる。唇は左右対称に「ア」を発音するときのように開き、舌は上に巻きあげて舌端の裏側を硬口蓋の奥の方につけ、喉を詰めた声をここで共鳴させる。すると非常に強い第2フォルマント（「倍音」として説明されることが多いが、実際には一連の倍音列からなる山、つまりフォルマントを認識している）が発生し、その音が口笛のような高い音として認識されるのである。
慣れてくれば、舌端を上あごに接着せず、舌と上あごの間にごく狭い隙間をあけただけで同様の音を発生させることができる。

#### 歴史
喉歌の確実な記述は、Pallasによる18世紀中旬のものがおそらく最古である。アルタイ山脈周辺の地域では、浪花節のような喉を詰めた声で歌う叙事詩や賛歌が発達しており、喉歌はその叙事詩を装飾する目的で発達してきたと考えられる。モンゴルのホーミーも、もともとこのようなアルタイ山脈周辺地域（モンゴル国西部から新疆ウイグル自治区）の伝統芸能であった。
この喉歌をもとに1950年代以降、モンゴル人民共和国の共産党による音楽政策の中で発達してきた新しいタイプのホーミーは、むしろメロディー楽器としての使用が主体となってきた。これが「驚異の唱法」として近年広く海外に知られることとなった。
社会現象としては、馬頭琴とともに モンゴル人のアイデンティティーのひとつのよりどころとしての役割をになっているようで、もともとホーミーがなかったと考えられる西部以外のモンゴル国内や、ロシア連邦・ブリヤート共和国や中国・内モンゴル自治区のモンゴル諸族にも、モンゴル国から急速に広まってきている。

### フーメイ
フーメイ（トゥバ語：Хөөмей、英: Khomei, Khöömei, Xöömei、ホーメイともいう）アルタイ山脈周辺の民族に伝わる喉歌のうち、トゥバ共和国における呼称。浪曲節のような喉を詰めた声の歌に伴って歌われ、その歌の装飾として用いられる。もともと声に含まれている倍音の高音部を声帯の力で意識的に強調させて口笛に似た音を出し、舌や口腔を微妙に動かして美しい倍音を紡ぎだす。非常に低い倍音を出したり、音を細かく震わしたりと、発声法が7種類以上ある（これについては28種類という説もある。）。馬や豚や蛇の皮を張ったさまざまな楽器や、口琴などと共に演奏される。 佐藤直紀作曲のNHK大河ドラマ『龍馬伝』のテーマ曲で、フーメイがサンプリングで挿入されている。

#### 発声の仕組み
喉歌の発声は、独特の喉頭調節による浪曲節のような喉を詰めた声による喉頭音源の生成、舌や口唇の形状を調音運動によって調節し声道の共鳴周波数を制御することによって実現される。喉頭調節としては、喉を詰めることにより仮声帯が内転し、声帯に加えて仮声帯が振動する声帯-仮声帯発声によって独特のダミ声が実現されていることが知られている。また調音は、舌や口唇の形状を変化させ、鋭い第2フォルマントの共鳴を作り、第２フォルマントの周波数を動かすことにより笛のような音によるメロディーを作り出す。

#### 主な種類
フーメイ（トゥバ語：Хөөмей）、スグット（トゥバ語：Сыгыт）、カルグラー（トゥバ語：Каргыраа）に加え、ボルバンナドゥル（トゥバ語：Борбаңнадыр）、エゼンギレール（トゥバ語：Эзеңгилээр）、カンズプ（トゥバ語：Каңзып）、チゥランドゥク（トゥバ語：Чыландык）などのスタイルに細分される。これらのテクニックを同時に組み合わせることもある。トゥバ共和国のホーメイ科学センターの所長ゾーヤ・キルギスによると、ホレクテール(Хөректээр)という胸声が基礎にあるという。
- フーメイ(Хөөмей)：フーメイはトゥバの喉歌芸術の全体をさす場合にも用いられるが、フーメイの中に「フーメイ」といういわば喉歌の基本ともいえる歌い方がある。これはスグットに比較すると高音をあまり響かせず、静かで穏やかに歌う。
- スグット(Сыгыт)：口笛のような鋭い高音を響かせる歌唱法。さあっと吹き抜ける風のような、爽快な歌唱法。
- カルグラー(Каргыраа)：地鳴りのような超低音を響かせる歌唱法。
- その他：ギャロップのように音にリズムをつける唱法（エゼンギレールЭзеңгилээр）、舌を震わしてたなびく旗のように音を転がす唱法（ボルバンナディルБорбаңнадыр ）、カルグラをしながらスィグィットの要領で発声する唱法カンズップ（Каңзып)、チャランドゥック(Чыландык)などがある。

#### 分布と歴史
顕著な例としてソロ・パフォーマンスが主体であったものから、舞台化されるようになって以降の1980年代あたりから演者のグループ化が進んだ。その中から、1990年以降、フンフルトゥ、ヤトハ、チルギルチンなど世界的に活躍し、影響を与えるユニットが登場し現在に至っている。

## アイヌ
北海道のアイヌはレクッカラと呼ばれる喉歌の一種をたしなんでいたが、現在は行われていない。レクッカラの最後の歌手は1976年に亡くなっているが、レコーディングは残っている。

## 北アメリカ
カタジュジャクと呼ばれるイヌイットの喉遊びが存在する。イヌイットの女性同士が互いの顔を正面にして立つか座り、リズムパターンを作る。

## ヨーロッパ
イタリアのサルデーニャの羊飼いの間にはカント・ア・テノーレと呼ばれる喉歌がある。2005年にUNESCOがカント・ア・テノーレを無形文化遺産とした。 

## アフリカ
南アフリカのテンブのコサ人女性は低音のリズミカルな喉歌をたしなむが、これはトゥバのカルグラーのスタイルに似ている。コール・アンド・レスポンスや複雑なポリリズムをしばしば伴う。

## 民族音楽以外の喉歌
1960年代頃から西洋の音楽家にも喉歌を使う者が見られるようになった。コレギウム・ヴォカーレ・ケルン、ミハエル・ベッテル、デイヴィッド・ハイクスなどが例である。
2014年にドイツの歌手アンナ＝マリア・ヘーフェレがYouTubeで「多声喉歌」を披露してバイラルビデオとなった。ハフィントンポストは「素晴らしい能力」であり、ヘーフェレの歌は「全く風変わり」だと評した。2014年10月10日、ヘーフェレはガーディアンのバイラルビデオチャートで2位となった。  

## 関連文献
- 等々力政彦著『シベリアをわたる風』長征社、1999年7月、ISBN 4-924929-35-2
- 等々力政彦著『トゥバ音楽小事典』浜松市楽器博物館、2012年6月
- 中野純著『日本人の鳴き声』NTT出版、1993年5月、ISBN 4-87188-215-2
- 巻上公一著『声帯から極楽』筑摩書房、1998年3月、ISBN 4-480-87293-0
- レビン、エドガートン著「アジア中央部の不思議な喉歌ホーミー」、『日系サイエンス』、1999年12月号、ISSN 0917-009X）
- Аксёнов, Алексей Николаевич <<Тувинская Народная Музыка>>, Москва, Музыка, 1964.
- Кыргыс З. К., «Хоомей — жемчужина Тувы», Кызыл, 1992.
- Кыргыс З. К., «Тувинское горловое пение», Новосибирск, 2002.

- Bandinu, Omar (2006). "Il canto a tenore: dai nuraghi all'Unesco", Siti 2, no.3 (July–September): 16–21.
- Bellamy, Isabel, and Donald MacLean (2005). Radiant Healing: The Many Paths to Personal Harmony and Planetary Wholeness. Buddina, Queensland (Australia): Joshua Books. ISBN 0-9756878-5-9
- Haouli, Janete El (2006). Demetrio Stratos: en busca de la voz-música. México, D. F.: Radio Educación – Consejo Nacional para la Cultura y las Artes.
- Hefele, Eklund & McAllister (2019). "Polyphonic Overtone Singing: An Acoustic and Physiological (MRI) Analysis and a First-person Description of a Unique Mode of Singing". In: Mattias Heldner (ed.): Proceedings from Fonetik 2019, 10–12 June 2019, Stockholm, Sweden. PERILUS XXVII, ISSN 0282-6690, ISBN 978-91-7797-984-5 (print version), ISBN 978-91-7797-985-2 (electronic version), doi:10.5281/zenodo.3246011, pp. 91–96.
- Khoomei.com 7 March 2007. http://khoomei.com.
- Levin, Theodore C., and Michael E. Edgerton (1999). "The Throat Singers of Tuva". Scientific American 281, no. 3 (September): 80–87.
- Levin, Theodore, and Valentina Süzükei (2006). Where Rivers and Mountains Sing. Bloomington: Indiana University Press. ISBN 0-253-34715-7.
- Pariser, David, and Enid Zimmerman (2004). "Learning in the Visual Arts: Characteristics of Gifted and Talented Individuals," in Handbook of Research and Policy in Art Education, Elliot W. Eisner and Michael D. Day (editors). Lawrence Erlbaum Associates. p. 388. ISBN 978-0-8058-4972-1.
- Сузукей В.Ю. (2007). Музыкальная Культура Тувы в XX Столетии. Издательский Дом <Композитор>, М., С. 254-313.. ISBN-5-85285-851-X
- Sakakibara, K.-I., Imagawa, H., Konishi, T., Kondo, K., Murano, E. Z., Kumada, M., and Niimi, S. (2001). “Vocal fold and false vocal fold vibrations in throat singing and synthesis of khöömei”. In Proc. ICMC.Saus, Wolfgang (2004). Oberton Singen. Schönau im Odenwald: Traumzeit-Verlag. ISBN 3-933825-36-9 (German).
- Sklar, Steve (2005). "Types of throat singing" ""
- Titze, Ingo R. (1994). Principles of Voice Production. Englewood Cliffs, NJ: Prentice Hall. ISBN 978-0-13-717893-3 Reprinted Iowa City: National Center for Voice and Speech, 2000. (NCVS.org) ISBN 978-0-87414-122-1 .
- Titze, Ingo R. (2008). "The Human Instrument". Scientific American 298, no. 1 (July):94–101. PM 18225701
- Tongeren, Mark C. van (2002). Overtone Singing: Physics and Metaphysics of Harmonics in East and West. Amsterdam: Fusica. ISBN 90-807163-2-4 (pbk), ISBN 90-807163-1-6 (cloth).
- Tran Quang Hai(2018) "50 Years of Research in Vietnamese Traditonal Music and Overtone Singing". 462p, Tu Sach Khai Tri, California, USA,ISBN 9781790239085